# Митко Събев
Митко Василев Събев е български бизнесмен.

## Биография
Роден е на 8 октомври 1961 г. Завършва Висшето военноморско училище „Никола Вапцаров“ във Варна, след което работи като помощник-капитан в Българския морски флот.

## Бизнес

### „Феста“, „Юкос Петролеум“, „Нафтекс“, „Петрол“
Заедно с тогавашната си съпруга Петя Славова и още един съдружник на 13 юни 1991 г. регистрира фирмата „Феста“ ООД (по-късно – „Феста холдинг“).
През юли 1995 г. Събев участва в основаването на „Юкос Петролеум България“ АД (на която е изпълнителен директор). „Юкос Петролеум“ е регистрирана във Варна с капитал 20 млн. лв. През 1999 г. „Юкос Петролеум България“ АД е преименувана на „Нафтекс България холдинг“ АД, а Събев става председател на Надзорния съвет. Истински големият удар за Събев идва през 1999 г., когато „Юкос Петролеум“ става мажоритарен собственик на държавния дистрибутор на горива „Петрол“.
Понастоящем е председател на Съвета на директорите на „Петрол Холдинг“ АД, както и председател на Надзорния съвет на „Петрол“ АД.
През 2013-2014 г. Митко Събев и Денис Ершов повеждат война за овладяване на „Петрол Холдинг“ АД и дъщерните му дружества.

### Банки
Митко Събев влиза в „Евробанк“ АД през 2002 г. До онзи момент „Евробанк“ е собственост на словашкия инвестиционен фонд „Истрокапитал“. Събев е председател е на НС на „Евробанк“ АД от 2003 г. до 2005 г. През 2005 г. продава акциите си (99,7% от собствеността) в „Евробанк“ АД на гръцката банка „Пиреос“.
В края на 2001 г. Събев създава дружеството „Транскарт“ (Транскарт файненшъл сървисис), което първо пуска на пазара небанковите кредитни карти. През юни 2005 г. компанията става публична. До 2007 г. основни собственици са „Систек холдинг“ с 33,44% дял и „Трансхолд България холдинг“, който заедно с притежателя си „Петрол холдинг“ държат дял от 58,32%. През 2007 г. Инвестбанк придобива 8,32% от капитала на картовия оператор „Транскарт“. Основният акционер на Инвестбанк (с 86% от капитала) е „Феста холдинг“, собственост на Петя Славова. „Винком“ държи 11% от финансовата институция, а 92% от него също са на „Феста холдинг“ според фирмерния регистър Daxy. Славова официално влиза в управлението на банката през 2002 г., когато разделя бизнеса си с Митко Събев. Инвестбанк остава под неин контрол, а Събев поема Евробанк.

### Интереси в туризма
Събев и Ершов купуват Грандхотел „България“ в Бургас, а от 2007 г. в портфолиото на „Петрол Холдинг“ АД влиза и луксозният спа-хотел „Поморие“ с 3000 кв. м спа център на брега на калното езеро в крайморското градче. В Поморие двамата инвестират и в луксозен ваканционен комплекс „Бългериън роуз гардън“ с двеста апартамента. През есента на 2013 г. разрастващата се война между Ершов и Събев се пренася и върху инвестициите им в хотели по морето.
През късната пролет на 2014 г. Грандхотел „България“ е обявен за продажба.

### Интереси в транспорта
Един от интересните бизнеси на „Петрол Холдинг“ е компанията за чартърни бизнес полети „Ер Лазур“. Която от януари 2014 е в несъстоятелност. Фирмата е имала пет малки самолета (между 7 и 14 пътници).

### Интереси в медиите
От 2001 г. „Петрол Холдинг“ е сред основните акционери в седмичното списание „Тема“. През 2005 г. Събев основава спортния всекидневник „Тема спорт“.

### Интереси в спорта
От 2006 г. е председател на съвета на директорите на бургаския Черноморец.